# Presidenti del Consiglio regionale della Piccardia
Il presidente del Consiglio regionale della Piccardia (in francese Président du conseil régional de Picardie) era il capo del governo dell'ex regione francese della Piccardia e il capo del suo Consiglio regionale.
Con la riforma delle regioni, a partire dal gennaio 2016 le sue funzioni sono assunte dal presidente del Consiglio regionale dell'Alta Francia.

## Elenco
| Mandato                           | Presidente | Presidente      | Partito | Partito                                                       |
| --------------------------------- | ---------- | --------------- | ------- | ------------------------------------------------------------- |
| 1974–1981                         |            | Jean Legendre   |         | Centro Nazionale degli Indipendenti e dei Contadini           |
| 26 gennaio 1976 – 31 gennaio 1978 |            | Charles Baur    |         | Partito Socialdemocratico                                     |
| 1978–1979                         |            | Max Lejeune     |         | Partito Socialdemocratico – Unione per la Democrazia Francese |
| 1979–1980                         |            | Jacques Mossion |         | Divers droite                                                 |
| 1980–1981                         |            | Raymond Maillet |         | Partito Comunista Francese                                    |
| 1º luglio 1981 – 1º aprile 1983   |            | René Dosière    |         | Partito Socialista                                            |
| 18 aprile 1983 – 26 aprile 1985   |            | Walter Amsallem |         | Partito Socialista                                            |
| 26 aprile 1985 – 2 aprile 2004    |            | Charles Baur    |         | Partito Socialdemocratico – Unione per la Democrazia Francese |
| 2 aprile 2004 – 31 dicembre 2015  |            | Claude Gewerc   |         | Partito Socialista                                            |